# Tribunal Constitucional d'Espanya
El Tribunal Constitucional d'Espanya (TC) és un òrgan col·legiat constitucional espanyol independent dels altres òrgans constitucionals. És l'intèrpret suprem de la Constitució espanyola de 1978 i només està sotmès a ella i a la Llei Orgànica del Tribunal Constitucional. Tot i que s'anomena «tribunal», no forma part del Poder Judicial.
És un organisme únic en el seu orde, la seva jurisdicció s'estén sobre tot el territori espanyol i entre les seves funcions destaca la potestat per declarar la inconstitucionalitat de les lleis o la de defensar les violacions dels drets fonamentals i les llibertats públiques reconegudes a la Constitució.

## Estatus jurídic
Està regulat al Títol IX de la Constitució -articles del 159 al 165-, així com a la Llei Orgànica 2/1979, de 3 d'octubre, del Tribunal Constitucional (LOTC). Segons l'article 1 de la LOTC, el Tribunal Constitucional és independent en la seva funció com a intèrpret suprem de la Constitució i està sotmès només a la Constitució i a aquesta llei. A més, és únic en el seu ordre i estén la seva jurisdicció a tot el territori espanyol.
Tot i això, la composició del Tribunal sí que és dependent dels altres poders de l'Estat, ja que són ells els qui la proposen. Dels dotze membres; 4 son nomenats a proposta del Congrés dels Diputats, 4 pel Senat, 2 pel Govern d'Espanya i 2 pel Consell General del Poder Judicial.
Per aquest motiu, el Tribunal Constitucional no té independència orgànica, mentre que els seus membres són elegits, en última instància, per les cúpules dels partits polítics que negocien les propostes dels candidats d'acord amb el que estableix l'article 159 de la Constitució i l'article 16 de la LOTC.

## Competències
El Tribunal Constitucional és competent per a resoldre:
1. Recurs d'inconstitucionalitat i qüestions d'inconstitucionalitat contra lleis i disposicions normatives amb força de llei (ex. Decrets lleis i decrets legislatius).
2. Recurs d'empara per violació dels drets fonamentals i de les llibertats públiques relacionats en l'art. 53.2 de la Constitució, és a dir, per violació de les llibertats i drets reconeguts en els arts. 14 a 29 de la Constitució, ambdós inclosos.
3. Conflictes constitucionals de competència entre l'Estat i les Comunitats Autònomes o dels d'aquestes entre si.[6]
4. Conflictes entre els òrgans constitucionals de l'Estat.
5. Conflictes en defensa de l'autonomia local.
6. Declaracions prèvies sobre la constitucionalitat dels Tractats internacionals.
7. Impugnacions previstes en l'art. 161.2 de la Constitució. Segons aquest article, el Govern pot impugnar davant el Tribunal Constitucional les disposicions i resolucions adoptades pels òrgans de les Comunitats Autònomes. La impugnació produirà la suspensió de la disposició o resolució recorreguda, però el Tribunal Constitucional, si escau, haurà de ratificar-la o aixecar-la en un termini no superior a cinc mesos.
8. Verificació dels nomenaments dels magistrats del Tribunal Constitucional, per a jutjar si reuneixen els requisits requerits per la Constitució.
9. Les altres matèries que li atribueixen la Constitució i les Lleis Orgàniques.

El Tribunal Constitucional pot dictar reglaments sobre el seu propi funcionament i organització, així com sobre el règim del seu personal i serveis, dins l'àmbit de la seva Llei Orgànica reguladora. Aquests reglaments, han de ser aprovats pel Tribunal en Ple, i s'han de publicar al Butlletí Oficial de l'Estat sota l'autorització del president de l'organisme.
L'organisme s'encarrega de delimitar l'àmbit de la seva jurisdicció i adoptarà les mesures que facin falta per preservar-la, incloent la declaració de nul·litat d'aquells actes o resolucions que la menyspreïn.
Les resolucions del Tribunal Constitucional no poden ser jutjades per cap òrgan jurisdiccional espanyol.

## Composició
El Tribunal Constitucional està integrat per 12 membres -que ostenten la condició de magistrats del Tribunal Constitucional- nomenats pel rei d'Espanya a través de Reial Decret:
- 4 membres a proposta del Congrés dels Diputats per majoria de tres cinquenes parts dels seus membres.
- 4 membres a proposta del Senat per idèntica majoria.
- 2 membres a proposta del Govern d'Espanya.
- 2 membres a proposta del Consell General del Poder Judicial per idèntica majoria que les cambres legislatives.

El càrrec dura nou anys, i per ser nomenat cal tenir la ciutadania espanyola i ser magistrat, fiscal, professor d'universitat, funcionari públic o advocat. Cal ser, a més, jurista de competència reconeguda amb més de quinze anys d'exercici professional.
El Magistrats del Tribunal és renoven per terceres parts cada 3 anys.
Els membres del Tribunal Constitucional són independents i inamovibles en l'exercici del seu mandat. Així mateix, amb l'objectiu de reforçar la seva independència, no se'ls pot perseguir per les opinions expressades en l'exercici de les seves funcions ni podran ser destituïts ni suspesos sinó per alguna de les causes que aquesta Llei estableix.

### Membres actuals
| Nom                               | Càrrec         | Inici mandat     | Proposat per                       | Sector       | Font   |
| --------------------------------- | -------------- | ---------------- | ---------------------------------- | ------------ | ------ |
| Ricardo Enríquez Sancho           | Magistrat      | 18 març 2014     | Senat                              | Conservador  | [ 13 ] |
| Cándido Conde-Pumpido             | President      | 11 març 2017     | Senat                              | Progressista | [ 14 ] |
| María Luisa Balaguer Callejón     | Magistrada     | 11 març 2017     | Senat                              | Progressista | [ 15 ] |
| Juan Ramón Sáez Valcárcel         | Magistrat      | 18 novembre 2021 | Congrés dels Diputats              | Progressista | [ 16 ] |
| Enrique Arnaldo Alcubilla         | Magistrat      | 18 novembre 2021 | Congrés dels Diputats              | Conservador  | [ 17 ] |
| Concepción Espejel Jorquera       | Magistrada     | 18 novembre 2021 | Congrés dels Diputats              | Conservador  | [ 18 ] |
| Inmaculada Montalbán Huertas      | Vicepresidenta | 18 novembre 2021 | Congrés dels Diputats              | Progressista | [ 19 ] |
| Juan Carlos Campo Moreno          | Magistrat      | 9 gener 2023     | Govern espanyol                    | Progressista | [ 20 ] |
| Laura Díez Bueso                  | Magistrada     | 9 gener 2023     | Govern espanyol                    | Progressista | [ 21 ] |
| María Luisa Segoviano Astaburuaga | Magistrada     | 9 gener 2023     | Consell General del Poder Judicial | Progressista | [ 22 ] |
| César Tolosa Tribiño              | Magistrat      | 9 gener 2023     | Consell General del Poder Judicial | Conservador  | [ 23 ] |
| José María Macías Castaño         | Magistrat      | 30 juliol 2024   | Senat                              | Conservador  | [ 24 ] |

### Incompatibilitats
La condició de membre és incompatible amb:
- Tot mandat representatiu.
- Càrrecs polítics o administratius.
- El desenvolupament de funcions directives en un partit polític o en un sindicat i amb ocupació al seu servei.
- Amb l'exercici de les carreres judicial i fiscal.
- Qualsevol activitat professional o mercantil.

Els membres també tenen les mateixes incompatibilitats que els integrants del Poder Judicial.

### Cessament
El cessament dels magistrats pot ser per alguna de les següents causes:
- Per renúncia acceptada pel President.
- Per expiració del termini de nomenament.
- Per haver incorregut en alguna causa que incapacite per als membres del Poder Judicial.
- Perquè haja sobrevingut una incompatibilitat.
- Per desatendre els seus deures al càrrec.
- Per violar la reserva pròpia de la seua función.
- Per haver sigut declarat responsable civil per dol, condemnat per delicte dolòs o per culpa greu.

## El president

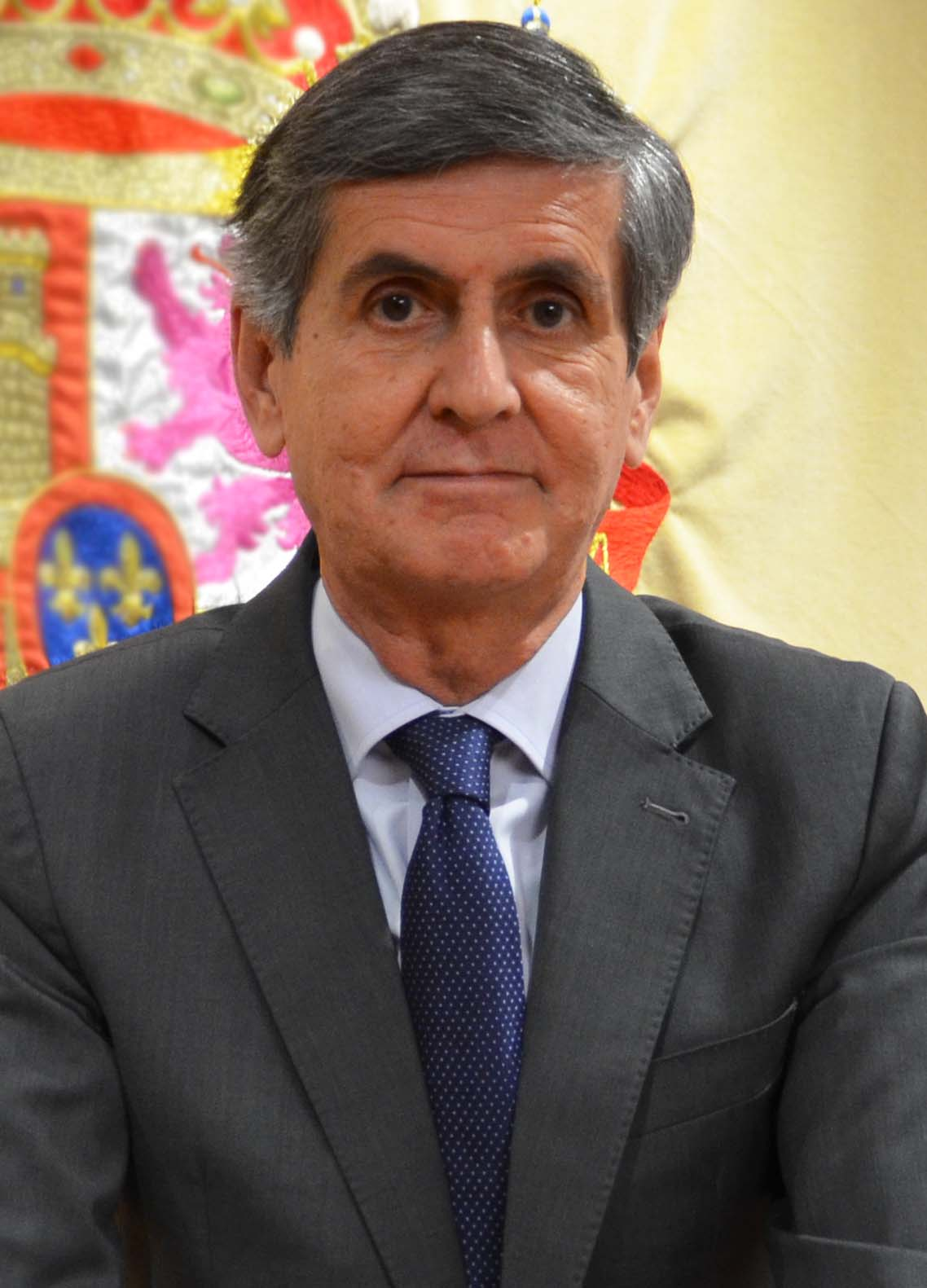
Pedro González-Trevijano, derrer president del TC.

El president del Tribunal Constitucional exerceix la representació de l'organisme i té atribuïdes les següents funcions:
- Convocar i presidir el Tribunal en Ple i convocar les Sales.
- Adopta les mesures precises pel funcionament del Tribunal, de les Sales i de les Seccions.
- Comunicar a les cambres legislatives, al Govern d'Espanya o al Consell General del Poder Judicial, en cada cas, les vacants.
- Nomenar els lletrats del Tribunal.
- Convoca els concursos per cobrir les places de funcionaris i els llocs de personal laboral.
- Exercir les potestats administratives sobre el personal del Tribunal.

El Tribunal en Ple s'encarrega d'escollir entre els seus membres el president i proposa el seu nomenament al rei d'Espanya. L'elecció es produeix per votació secreta i és necessària la majoria absoluta en primera votació. Si no s'aconsegueix, es procedeix a una segona votació on surt elegit el qui obté el major nombre de vots. En cas d'empat s'efectua una darrera votació. Si novament es produeix un empat, es proposa com a president el magistrat de major antiguitat en el càrrec i en cas d'igualtat el de més edat.
El mandat del president del Tribunal Constitucional és de tres anys i una vegada expira pot tornar a ser escollit un sol cop més.
En cas d'absència, vacant o un altre motiu establert legalment el president és substituït per un vicepresident escollit pel Tribunal en Ple seguint el mateix procediment que serveix per escollir el president. El vicepresident també s'encarrega de presidir la Sala Segona del Tribunal.
Si falten el president i el vicepresident s'encarrega de presidir el Ple del Tribunal el magistrat més antic en el càrrec i, en cas d'igual antiguitat, el de més edat.

### Llista
- Manuel García-Pelayo (1980–1986)
- Francisco Tomàs i Valiente (1986–1992)
- Miguel Rodríguez-Piñero Bravo-Ferrer (1992–1995)[8]
- Álvaro Rodríguez Bereijo (1995–1998)
- Pedro Cruz Villalón (1998–2001)
- Manuel Jiménez de Parga Cabrera (2001–2004)
- María Emilia Casas Baamonde (2004–2011)
- Pascual Sala Sánchez (2011–2013)
- Francisco Pérez de los Cobos (2013-2017)
- Juan José González Rivas (Des de 2017-2021
- Pedro González-Trevijano Sánchez (2021-2022)[25]
- Cándido Conde-Pumpido (2023-present)

## Organització i funcionament

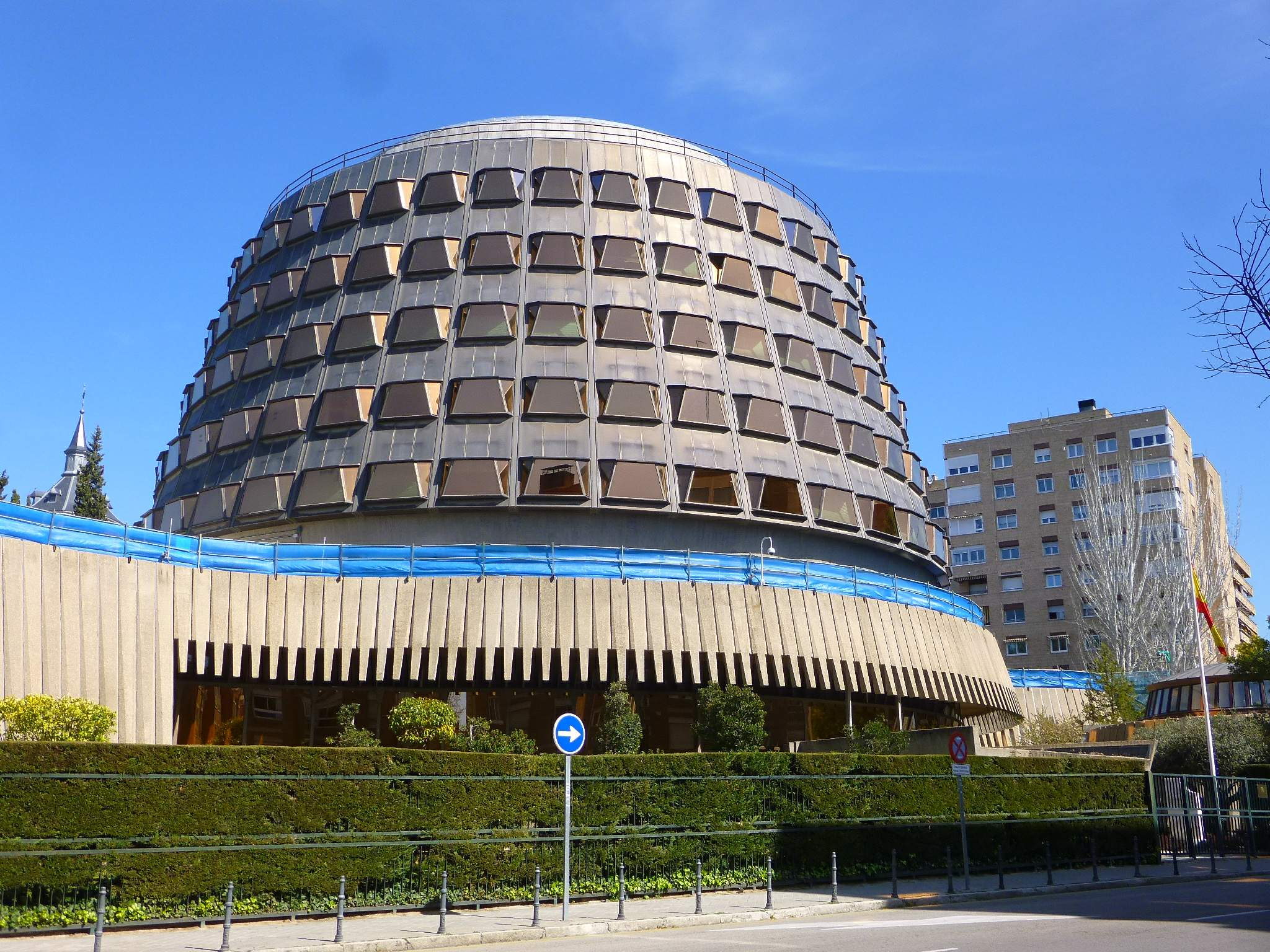
Seu del Tribunal Constitucional a Madrid

El Tribunal Constitucional té la seu a la vila de Madrid i s'organitza en els següents òrgans:
1. Ple: està integrat pels 12 membres i presidit pel president, que hi posseeix el dret del vot de qualitat. Les funcions del Ple són pràcticament totes les competències del Tribunal, exceptuant els recursos d'empara que són de les Sales.
2. Sales: el Tribunal Constitucional consta de dues Sales. Cada Sala està composta per sis Magistrats, nomenats pel tribunal en Ple. La Sala 1a la presideix el President del Tribunal i la Sala 2a el Vicepresident.
3. Seccions: ambdues Sales poden constituir Seccions, per al despatx ordinari i la decisió sobre l'admissibilitat dels recursos, compostes pel president i dos Magistrats.[26]
4. Junta de Govern: formada pel president, el vicepresident, dos magistrats i el secretari general. Assessora al President en tot allò relatiu al personal i els pressupostos.
5. Secretaria General: dirigida pel secretari general, elegit pel ple del Tribunal i nomenat pel president entre els lletrats de carrera del TC. S'encarrega d'assumptes administratius i financers.
6. Gerència: auxilia al secretari general en les activitats econòmiques i relatives amb el personal excepte el Cos de Lletrats. Està estructurada en unitats: d'Assumptes Econòmics, Retribucions i Habilitació, Personal i Assumptes Generals i Manteniment.
7. Intervenció: es dedica a assessorar en assumptes pressupostaris.
8. Arxiu Judicial i Registre General: tots els escrits dirigits al TC es reben a través de l'Oficina de Registre.
9. Servei de Biblioteca, Documentació i Tractament de la Doctrina Constitucional: un lletrat és el cap de servei, qui coordina i dirigeix la catalogació i classificació dels fons bibliotecaris, localitzats a la Biblioteca del Tribunal.
10. Servei de Publicacions: Des de desembre de 1982, el TC publica les seues decisions (sentències i autos).
11. Unitat d'Informàtica: es dedica a organitzar i assegurar-se que els sistemes informàtics del TC funcionen.[27]

Per a l'acompliment de la seva funció jurisdiccional, el Tribunal Constitucional compta amb cinc Secretaries de Justícia que, sota la direcció dels respectius Secretaris Judicials, s'ocupen de la tramitació dels assumptes que corresponen al Ple i a cadascuna de les Sales. Les Secretaries de Justícia compten amb personal funcionari de carrera dels Cossos al servei de l'Administració de Justícia. Al servei de la seva funció jurisdiccional, el Tribunal, com a òrgan constitucional, disposa d'una estructura organitzativa pròpia, amb òrgans de direcció i de suport en el pla administratiu. En garantia de la seva posició com òrgan constitucional, el Tribunal gaudeix d'autonomia pressupostària i administrativa (elaboració del seu propi projecte de pressupost i reglaments propis d'organització i personal).
Cal tenir en compte, que el Tribunal Constitucional en cap cas actua d'ofici.

## Jurisprudència
Les sentències del Tribunal Constitucional es publicaran al "Butlletí Oficial de l'Estat" amb els vots particulars, si n'hi hagués. Tenen el valor de cosa jutjada a partir de l'endemà de la seva publicació i no cap recurs algun contra elles. Les quals declarin la inconstitucionalitat d'una llei o d'una norma amb força de llei i totes les quals no es limitin a l'estimació subjectiva d'un dret tenen plens efectes enfront de tots. Tret que en la sentència es disposi una altra cosa, subsistirà la vigència de la llei en la part no afectada per la inconstitucionalitat (art. 164 de la Constitució).
En l'actualitat, a Espanya, es troba oberta una intensa polèmica entre civilistes i constitucionalistes referent a la inclusió de la jurisprudència del Tribunal Constitucional en la categoria de les Fonts del dret. A favor d'aquesta inclusió s'addueix que les seves resolucions creen veritables normes, encara en defecte de regulació estatal (p. ex. el succeït amb el Servei Militar Obligatori i l'objecció de consciència), o fins i tot arriba a constituir-se com una font del Dret negativa, excloent lleis i reglaments de l'ordenament jurídic després d'un judici sobre la seva constitucionalitat. En contra d'aquests arguments, es planteja el fet que les seves resolucions són, a pesar de no tenir caràcter jurisdiccional (al no pertànyer el Tribunal Constitucional com a tal al Poder Judicial ordinari), sentències, això és, actes de coneixement del Dret, sent per tant inviable que el Tribunal Constitucional innovi normativament, perquè de les seves sentències no emanen lleis ni reglaments de cap tipus, sinó que tan sols són un tipus especial de sentències que vinculen a tots quant a la seva condició de suprem intèrpret de la Constitució.

## Disposicions comuns respecte el procediment
Els procediments fets al Tribunal Constitucional tenen en comú els següents aspectes:
- Les persones físiques i jurídiques amb interés legítim per a comparèixer, han de tindre de representant un Procurador i han d'actuar sota la direcció d'un Lletrat. Si tenen el títol universitari de Dret poden comparèixer per ells mateixos.
- El 20 de desembre de 1982, el Ple del TC aprovà la norma que regula la "defensa per pobre". Els beneficiaris tenen dret que se'ls nomene un advocat i procurador de torn d'ofici sense que haja de pagar-los cap despesa processal.
- Els pronunciaments o decisions del TC poden ser: si és inadmesa inicialment, desistida, renunciada o caducada, un Auto (excepte si la llei estableix altra forma); si la resolució és motivada, serà Auto; si no ho és, serà Providència; per als altres casos, és una Sentència. Les decisions han d'adoptar-se per majoria del Ple, Sala o Secció deliberant. Si s'empata, el vot del President desempata. Els magistrats i president podran explicar la seua opinió discrepant en el vot particular,[29] el qual és publicat en la decisió tant en la decisió com en la fonamentació.[30]
- Contra les sentències del TC no es pot presentar cap recurs, però es pot demanar aclaració en el termini de 10 dies des de la notificació. Contra els Autos i Providències, es pot presentar solament recurs de súplica en el termini de tres dies.[30]
- El procediment davant el TC és gratuït. I podran ser multats pel TC qui formule recursos d'inconstitucionalitat o d'empar amb temeritat o abús de dret.[30]
- El TC pot a instància de part o per ofici i després d'una audiència amb els compareguts, unificar els processos.[30]